# Station Delfzijl

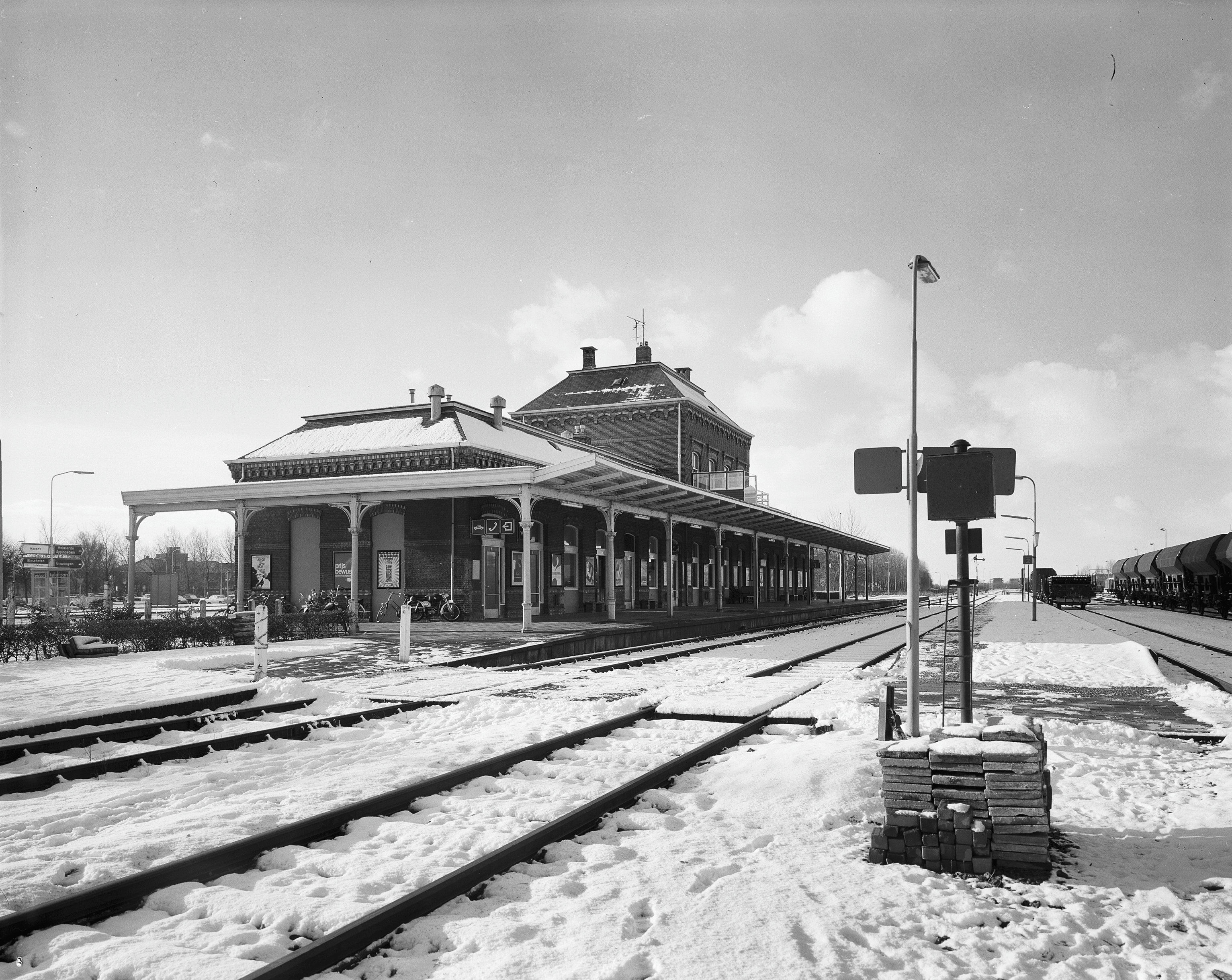
Station Delfzijl in december 1973.

Station Delfzijl is het eindstation van de spoorlijn Groningen - Delfzijl in de stad Delfzijl in de Nederlandse provincie Groningen. Het station werd geopend op 15 juni 1884.
Het stationsontwerp wordt ook wel Standaardtype Sneek genoemd. Het werd in de jaren 80 van de 19e eeuw gebruikt voor de bouw van zes Nederlandse spoorwegstations. Hiervan zijn er nog drie aanwezig: in Delfzijl, Sneek en Tiel. De overige drie gebouwen, in Appingedam (aan dezelfde spoorlijn), Gorinchem en Workum, zijn gesloopt.
Vroeger vertrokken van hier ook treinen van de spoorlijn Zuidbroek - Delfzijl (1910-1934) en van het Woldjerspoor (via Duurswold naar Groningen) (1929-1941).
Vanaf dit station loopt de spoorlijn sinds 1973 door als Stamlijn Delfzijl voor goederentreinen naar en van het industriegebied Oosterhorn

## Verbindingen
Het station wordt niet meer door de NS bediend, maar door Arriva, dat alle Noordelijke Nevenlijnen exploiteert. De volgende treinseries stoppen op dit station:
| Serie      | Treinsoort         | Route                                      | Bijzonderheden |
| ---------- | ------------------ | ------------------------------------------ | --- |
| 37700 RS 5 | Stoptrein (Arriva) | Groningen – Delfzijl                       | Rijdt alleen op zondag. |
| 37800 RS 7 | Stoptrein (Arriva) | Delfzijl – Groningen – Zuidbroek – Veendam | Op zondag wordt één keer per uur gereden tussen Groningen en Veendam. Tussen Delfzijl en Groningen rijdt dan stoptrein 37700. |

## Voorzieningen
Het station beschikt over fietskluizen, fietsenstallingen, een informatie- en SOS-praatpaal en een klein restaurantje. Vanaf het station vertrekken ook bussen van Qbuzz.

## Afbeeldingen

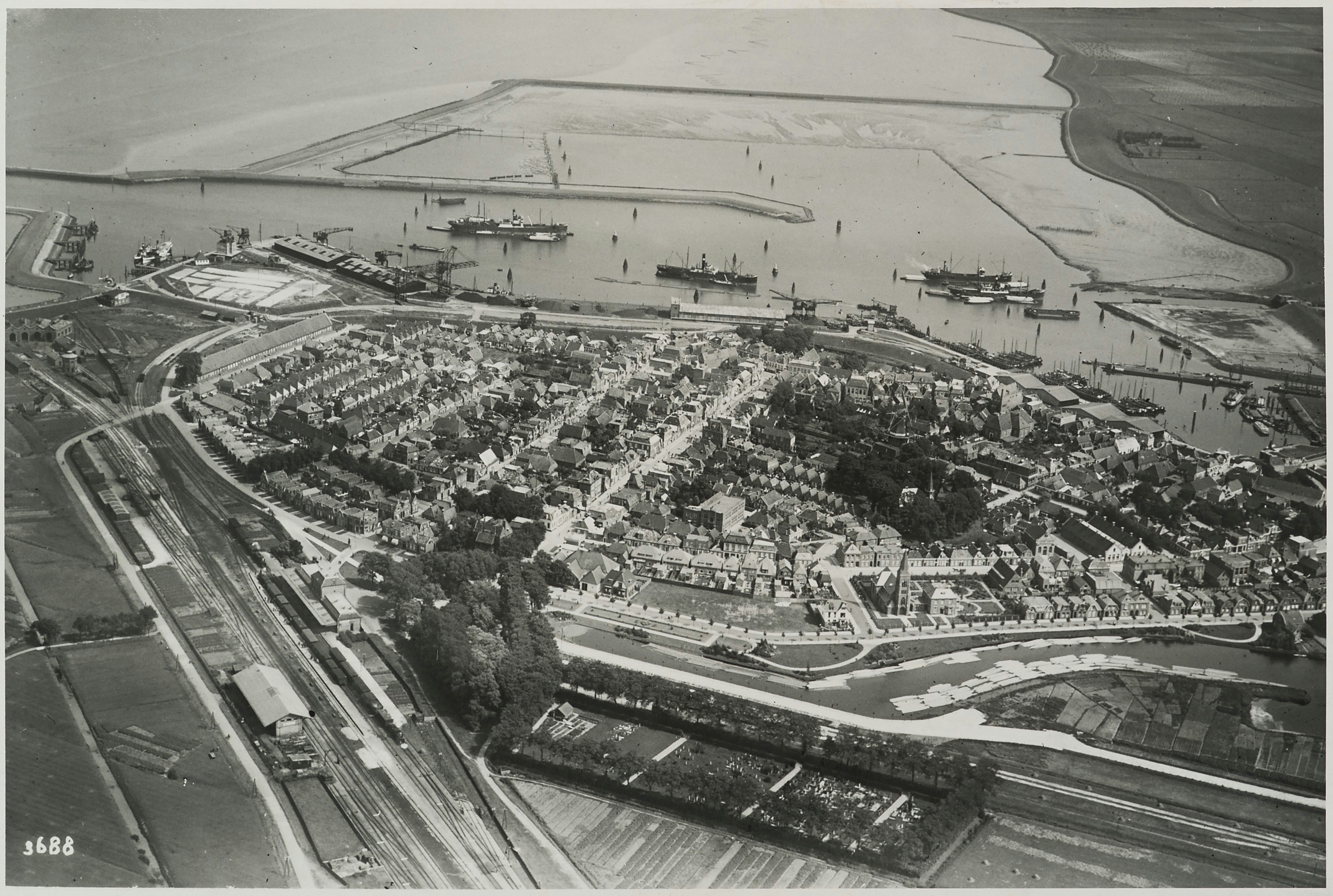
Luchtfoto uit 1927 van Delfzijl met links op de voorgrond het stationsemplacement, uiterst links de locomotiefloods en de draaischijf, verschillende treinen voor het station en in de rechterbenedenhoek loopt de lijn van Stoomtramweg-Maatschappij Oostelijk Groningen het beeld uit

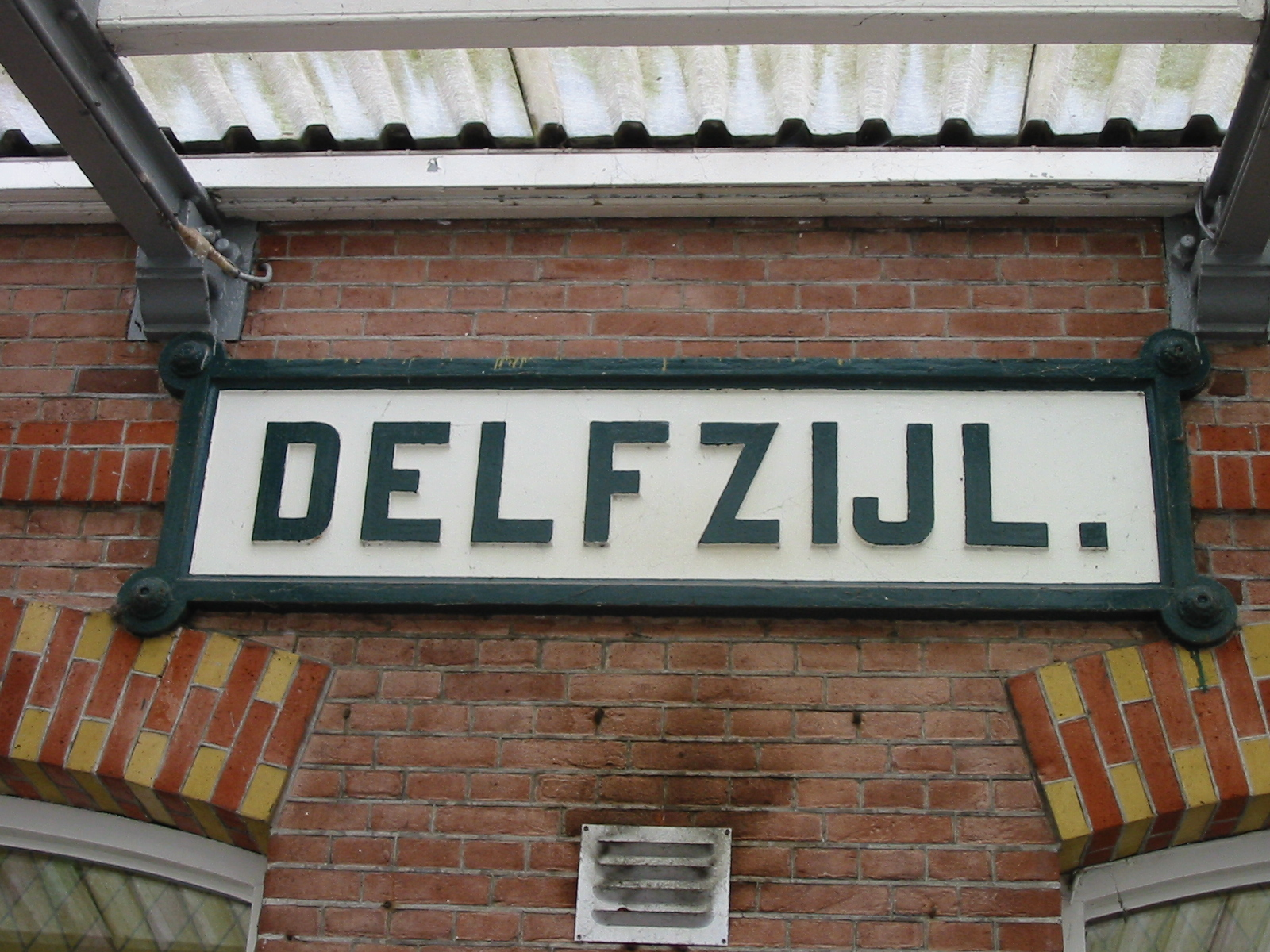
Naambord
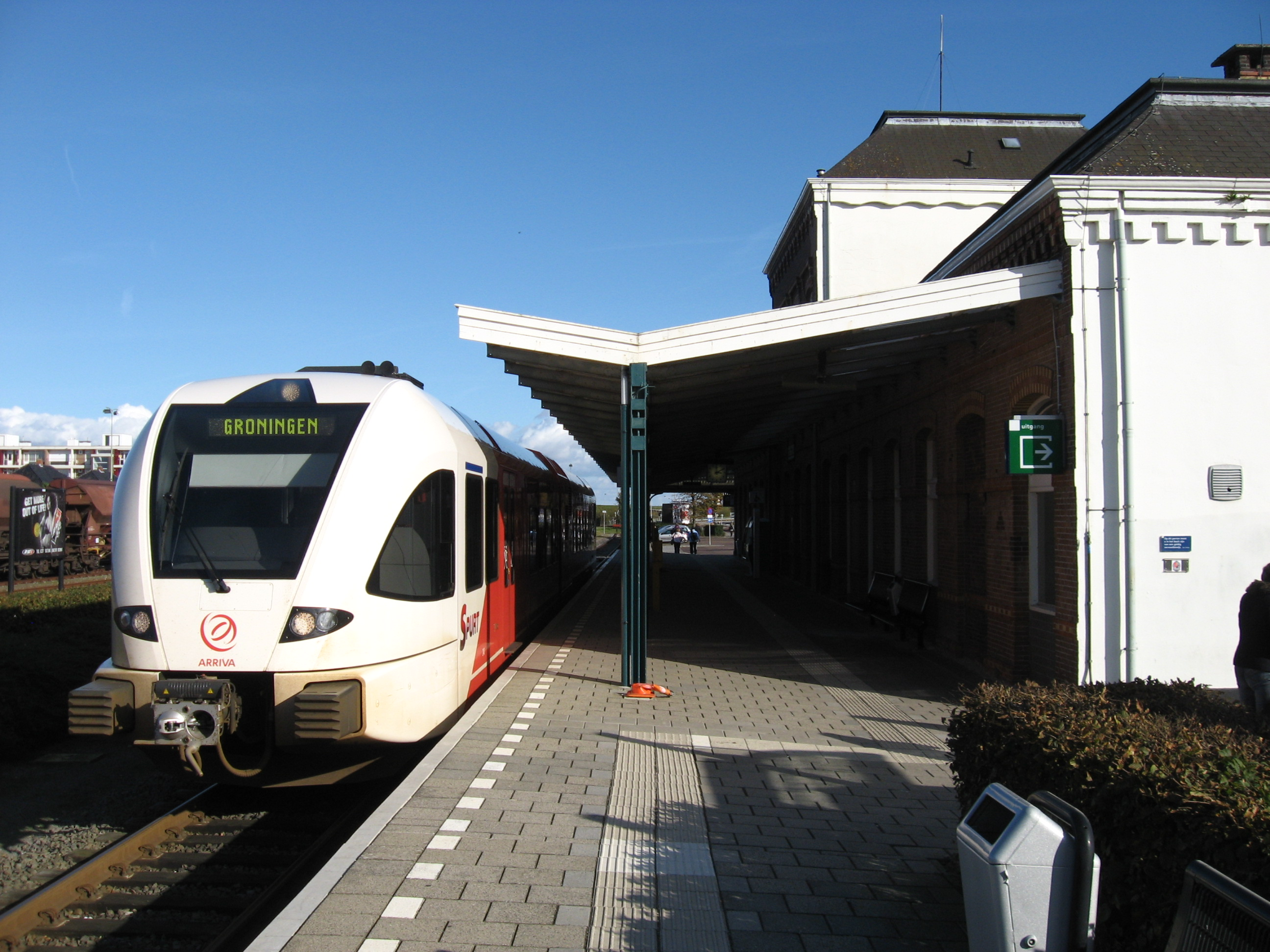
Perronzijde met Arriva-trein naar Groningen
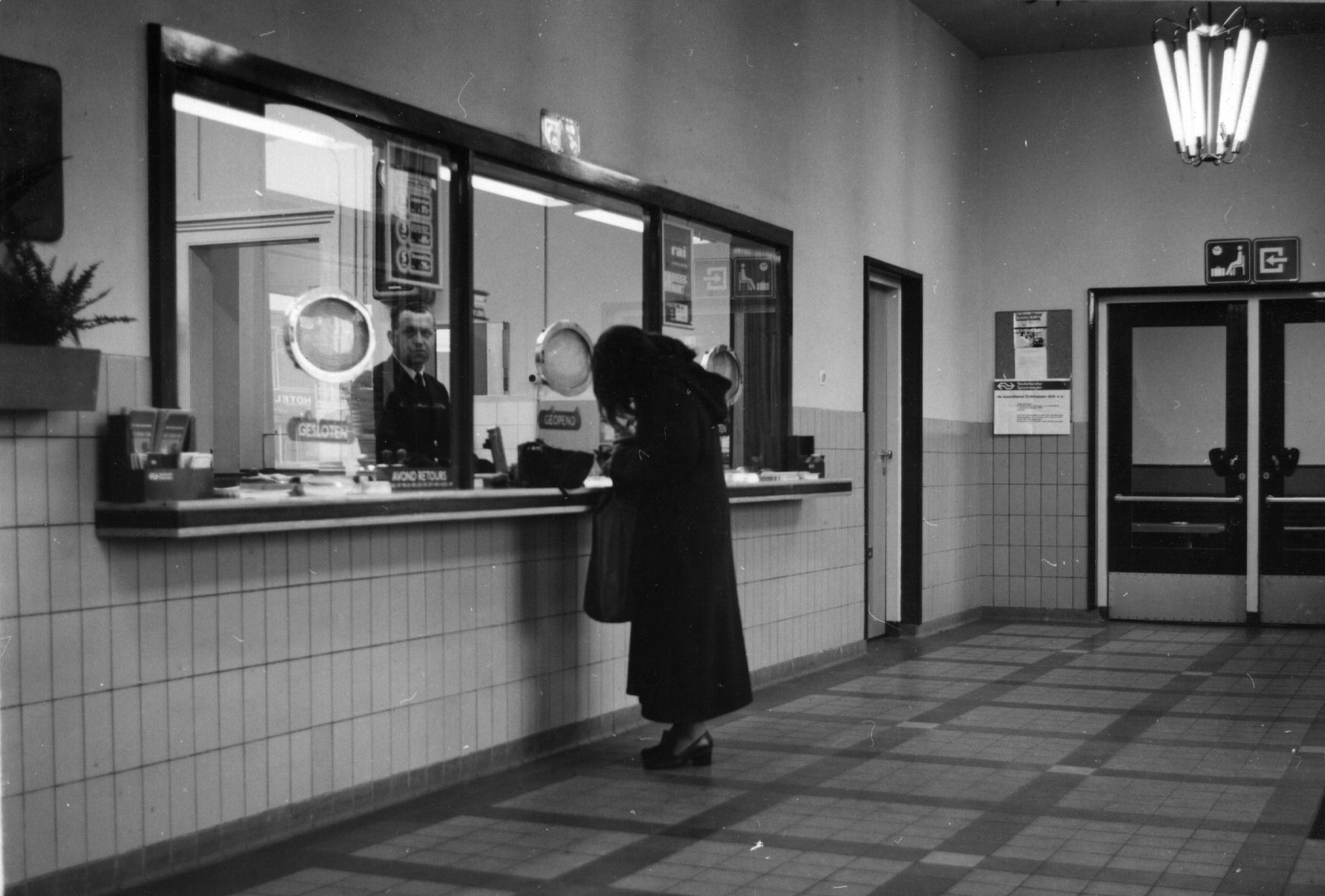
Stationshal, 1970
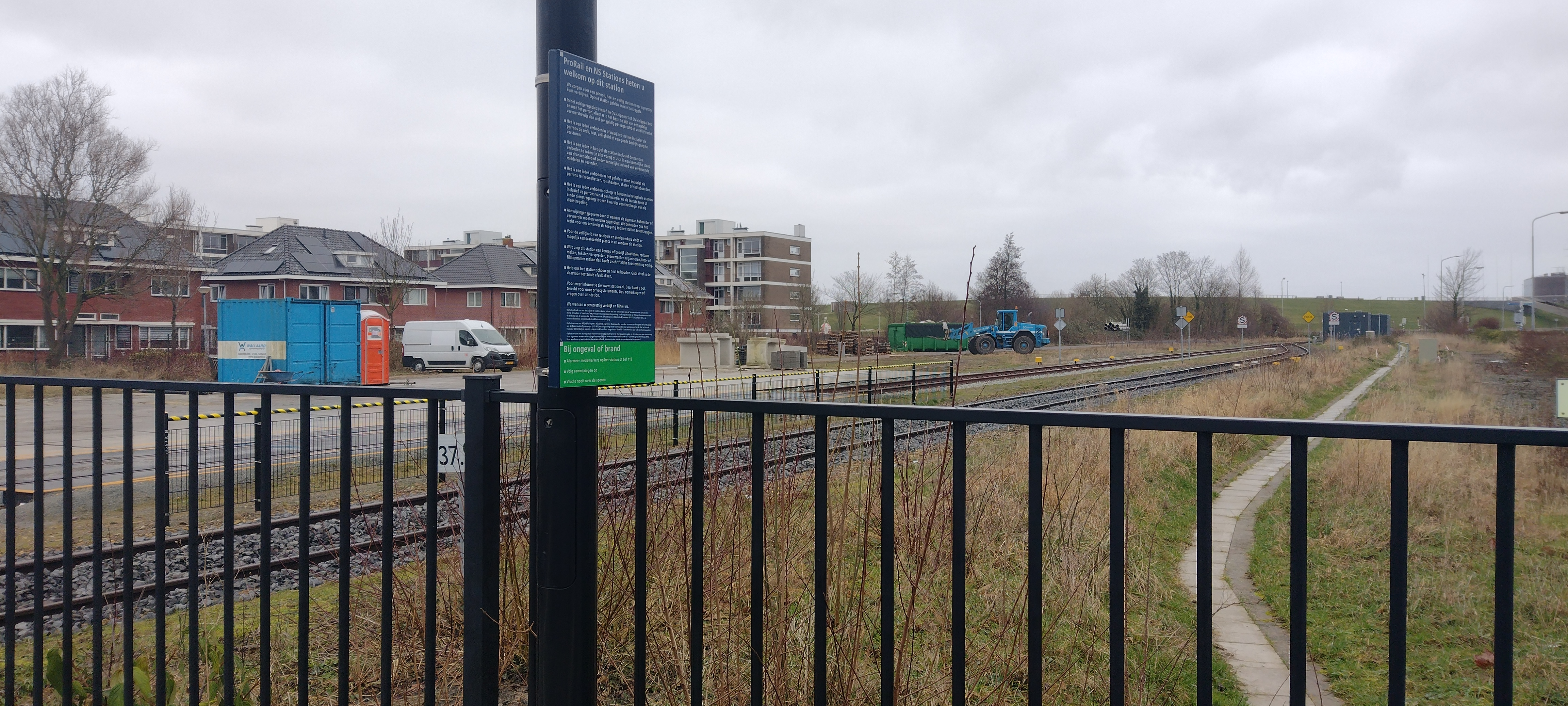
De sporen richting de haven
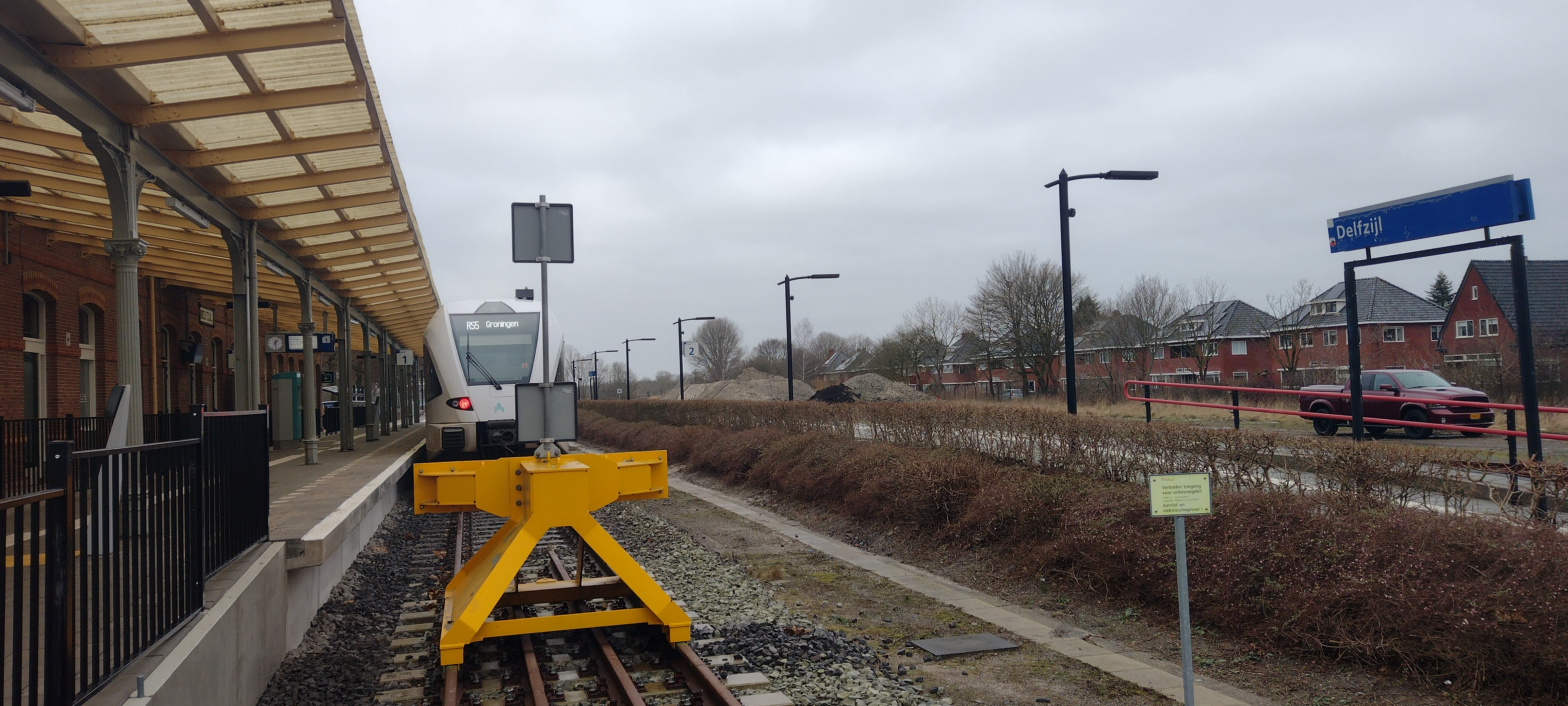
Arriva-trein op het station
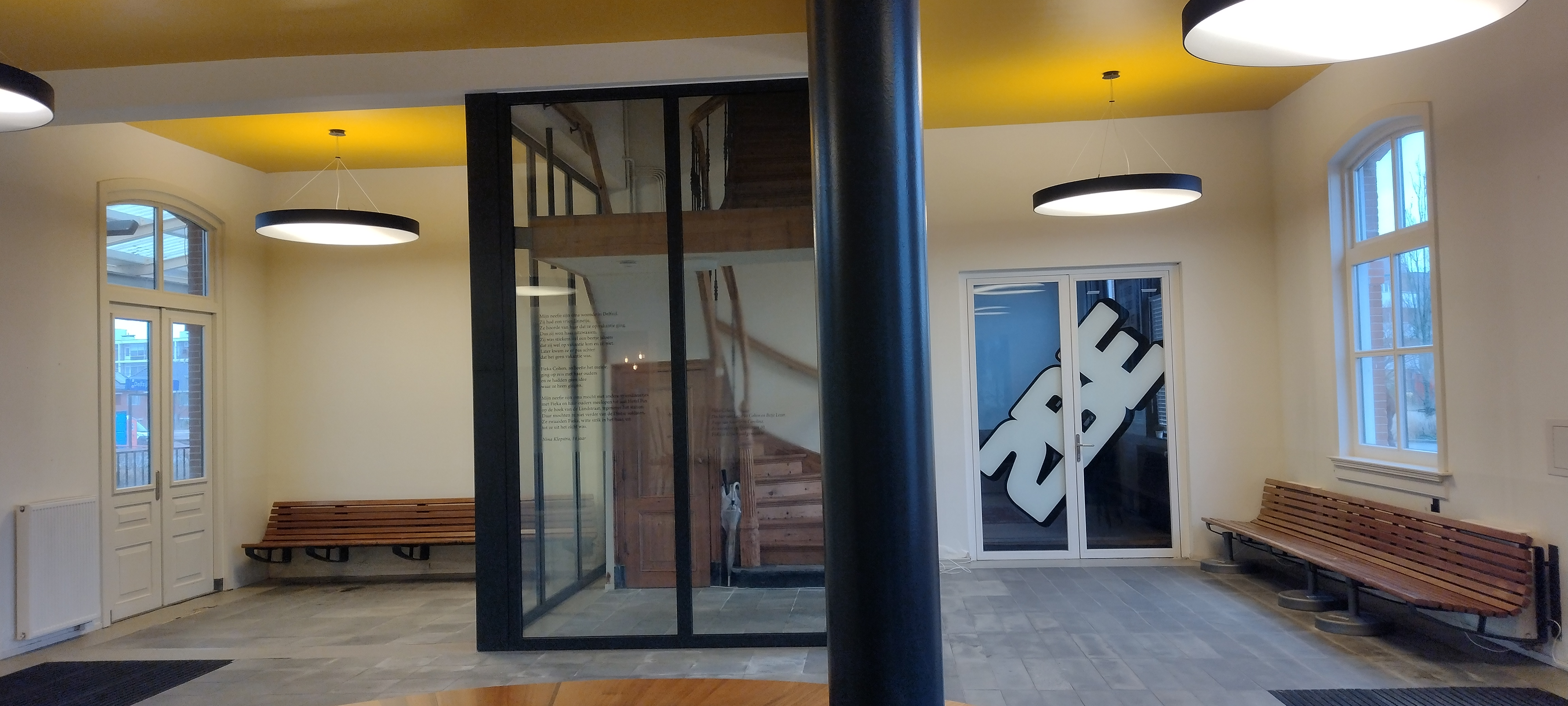
De wachtruimte in 2024

0,0: Groningen ·
Kostverloren ·
3,9: Groningen Noord ·
Adorp ·
10,9: Sauwerd ·
Wolddijk ·
15,1: Bedum ·
18: Middelstum ·
21,9: Stedum ·
25,9: Loppersum ·
Eenum ·
Oosterwijtwerd ·
Tjamsweer ·
33,6: Appingedam ·
36: Uitwierde ·
36,3: Delfzijl West ·
37,9: Delfzijl
0: Zuidbroek ·
2: Zuidbroek dorp ·
4: Noordbroek ·
9: Nieuw Scheemda-'t Waar ·
13: Nieuwolda ·
15: Wagenborgen ·
20: Weiwerd ·
22: Farmsum ·
22: Delfzijl
Appingedam · 
Bad Nieuweschans ·
Baflo · 
Bedum · 
Delfzijl · 
-West · 
Eemshaven ·
Grijpskerk · 
Groningen · 
-Europapark ·
-Noord ·
Haren · 
Hoogezand-Sappemeer · 
Kropswolde · 
Loppersum · 
Martenshoek · 
Roodeschool · 
Sauwerd · 
Scheemda · 
Stedum · 
Uithuizen · 
Uithuizermeeden · 
Usquert · 
Veendam · 
Warffum · 
Winschoten · 
Winsum · 
Zuidbroek · 
Zuidhorn
Voormalige stations: zie de lijst van voormalige spoorwegstations in Groningen